# Джамшид Амузеґар
Джамшід Амузеґар (перс. جمشید آموزگار; 25 червня 1923 — 27 вересня 2016) — іранський економіст, державний і політичний діяч, міністр внутрішніх справ, міністр фінансів, прем'єр-міністр країни у 1977—1978 роках.

## Життєпис
Народився в Тегерані. Він закінчив Тегеранський університет. Докторський ступінь здобув у Корнелльському університеті.
Свою політичну кар'єру розпочав на посаді заступника міністра охорони здоров'я. В кабінеті Мансура займав пости міністра праці, а потім — міністра охорони здоров'я. В кабінеті Говейди був міністром фінансів. Від 1965 до 1974 року був головою на кількох чергових засіданнях ОПЕК. 1974 року був призначений на посаду міністра внутрішніх справ.
21 грудня 1975 року під час засідання ОПЕК його взяв у заручники венесуельський терорист Карлос Шакал. Останній був готовий стратити політика, але не зробив цього. Амузеґар був звільнений разом з іншими заручниками за кілька днів.
7 серпня 1977 року Амузеґар був призначений на пост прем'єр-міністра. Однак він швидко втратив популярність, оскільки намагався вповільнити економічну кризу, вживаючи необхідних заходів, але таких, що спричинили збільшення безробіття й падіння прибутків у приватному секторі економіки. Він відклав виконання багатьох коштовних проектів, але не зміг побороти зростання інфляції й цін.